# Robby Gordon
Robby Gordon (2 de gener de 1969, Bellflower, Califòrnia) és un pilot estatunidenc d'automobilisme. Ha participat en diverses competicions i categories, incloint-hi proves de la NASCAR, Champ Car, Craftsman Truck Series, Trans-am, IMSA, IROC i el Ral·li Dakar en categoria de cotxes, on va convertir-se en el primer estatunidenc a guanyar una etapa.